# Antifosfolipidsyndrom
Antifosfolipidsyndrom, även känt som Hughes syndrom efter reumatologen Graham R.V. Hughes, är en störning av blodkoaguleringen, vilket orsakar blodproppar i både artärer och vener men även graviditetsrelaterade problem såsom missfall, för tidig födsel eller allvarlig havandeskapsförgiftning. Utöver detta krävs förekomst av antifosfolipid-antikroppar.
Antifosfolipidsyndrom kan vara primärt, det vill säga uppstår i avsaknad av någon underliggande sjukdom, eller sekundärt, om det är associerat med en annan autoimmun sjukdom. Den vanligaste associerade sjukdomen är systemisk lupus erythematosus (SLE). Syndromet betraktas som ett autoimmunt sjukdomstillstånd, vilket innebär att immunförsvaret av misstag attackerar frisk vävnad.
Hos personer med antifosfolipidsyndrom bildas onormala antikroppar som kallas antifosfolipid-antikroppar. Antifosfolipid-antikroppar är antikroppar riktade mot de fosfolipidbindande proteinerna i kroppen. Bland de tester som används för att upptäcka antifosfolipid-antikroppar ingår kardiolipinantikroppar (aCL-antikroppar) (immunoglobulin G [IgG] eller IgM), anti-beta2-glykoproteinantikroppar (GP-antikroppar) (IgG eller IgM) och lupus antikoagulant-testning.
Det är framförallt vid två kliniska tillstånd som man ska misstänka antifosfolipidsyndromet:
- Förekomst av oförklarade proppar i vener eller artärer, speciellt hos yngre individer.
- En eller flera allvarliga komplikationer i samband med graviditet, t.ex. fosterdöd inom 10 veckor, preeklampsi eller flera spontana aborter.

Om en person uppvisar något av dessa tillstånd eller har kliniska tecken på livedo reticularis, sjukdom i hjärtklaffarna eller neurologiska fynd såsom påverkan av kognition eller skada på den vita hjärnsubstansen, så finns det anledning att misstänka antifosfolipidsyndromet. Förekomst av annan autoimmun sjukdom, speciellt systemic lupus erythematosis (SLE), ökar sannolikheten för sjukdomen.

## Internationella kriterier på antifosfolipidsyndrom
I januari 2006 publicerades reviderade kriterier för antifosfolipidsyndromet, i vilka man delade in kriterierna i kliniska och laboratoriemässiga. Man har rätt att ställa diagnosen antifosfolipidsyndromet om minst ett av de kliniska kriterierna och ett av de laboratoriekriterier som följer är uppfyllda.

### Kliniska kriterier
1. Vaskulär trombos: En eller flera kliniska episoder av arteriell, venös eller småkärlstromb, oavsett vävnad eller organ. Trombosen måste bekräftas genom objektiva kriterier, dvs. otvetydiga fynd som görs med hjälp av lämpliga avbildningsstudier eller histopatologi. För histopatologisk bekräftelse bör trombos föreligga utan bevis på inflammation i kärlväggen.
2. Sjuklighet i samband med graviditet:
a) En eller flera oförklarliga dödsfall hos ett normalt foster vid eller bortom vecka 10, förutsatt fostret är normalt, dokumenterat via ultraljud eller genom direkt undersökning av fostret, eller
b) En eller flera för tidiga födslar av en normal foster före vecka 34 orsakat av: (i) eklampsi eller allvarlig preeklampsi, eller ii) igenkänna funktioner för placentainsufficiens, eller
c) Tre eller flera oförklarliga, på varandra följande, spontana aborter före vecka 10 där anatomiska eller hormonella abnormiteter hos foster och moderkaka har uteslutits. 

#### Laboratoriemässiga kriterier
1. Lupusantikoagulantantikroppar  närvarande i plasma, vid två eller flera tillfällen med minst 12 veckors mellanrum, detekterades enligt riktlinjerna för International Society on Thrombosis and Haemostasis (Scientific Subcommittee on LA:s / phospholipid-dependent antibodies).. 
2. Anticardiolipin antikroppar av IgG och/eller IgM-isotyp i serum eller plasma, närvarande i medium eller hög titer (d.v.s. 40 GPL eller MPL eller> 99:e percentilen) vid två eller flera tillfällen, minst 12 veckor åtskilda, mätt av en standardiserad ELISA.
3. Anti-P2 glykoprotein-I-antikropp av IgG och / eller IgM-isotyp i serum eller plasma (i titer> 99:e percentilen), närvarande vid två eller flera tillfällen, åtminstone 12 veckors mellanrum, mätt med en standardiserad ELISA enligt rekommenderade förfaranden.
Det är ännu oklart vad som får immunförsvaret att producera dessa antikroppar. Likt fallet är med andra autoimmuna sjukdomar, tros dock genetik, miljö och hormonella faktorer ha betydelse för utvecklingen av tillståndet.